# Коштана (филм из 1976)
Коштана је југословенски ТВ филм из 1976. године. Славољуб Стефановић Раваси је режирао филм и написао сценарио по истоименој драми Боре Станковића.

## Улоге
| Глумац                  | Улога                       |
| ----------------------- | --------------------------- |
| Снежана Савић           | Коштана                     |
| Љуба Тадић              | Митке                       |
| Јован Милићевић         | Хаџи Тома                   |
| Столе Аранђеловић       | Арса, Председник општине    |
| Војислав Брајовић       | Хаџи-Томин син Стојан       |
| Олга Спиридоновић       | Салче, Коштанина мајка      |
| Михајло Викторовић      | Гркљан, Коштанин отац       |
| Рашка Будимовић         | Магда, Маркова жена         |
| Љиљана Газдић           | Васка, Арсина ћерка         |
| Иван Јонаш              | Кмет цигански               |
| Љиљана Крстић           | Ката, Хаџи Томина жена      |
| Драган Максимовић       | Асан                        |
| Слободан Матић          | Пандур I                    |
| Златко Мрдаљ            | Пандур II                   |
| Огњанка Огњановић       | Стана, Хаџи Томина ћерка    |
| Божидар Павићевић Лонга | Полицајац                   |
| Радослав Павловић       | Марко, Хаџи Томин воденичар |